# Dino Bausi
Dino Bausi (Firenze, 1905 – Firenze, 1936) è stato un pittore italiano.

## Biografia
Dino Bausi era il fratello maggiore di Francesco, anch'egli pittore.
Un primo concreto cenno di affermazione gli giunge nel 1931, quando partecipa alla prima Quadriennale di Roma e vi espone due dipinti; sarà presente anche all'edizione successiva.
Nel 1936 gli amici Oreste Zuccoli, Ermanno Toschi e Vittorio Granchi, consapevoli delle sue gravi condizioni di salute, lo omaggiano con una collettiva nella galleria Botti di Firenze in cui sono esposti anche sue tele. Pochi giorni dopo l’artista si spegne a Firenze.
Una sua retrospettiva viene organizzata a Firenze nel 1944; un’ulteriore mostra postuma è del 1951 a Milano, a cura della galleria Ranzini.